# Kyme

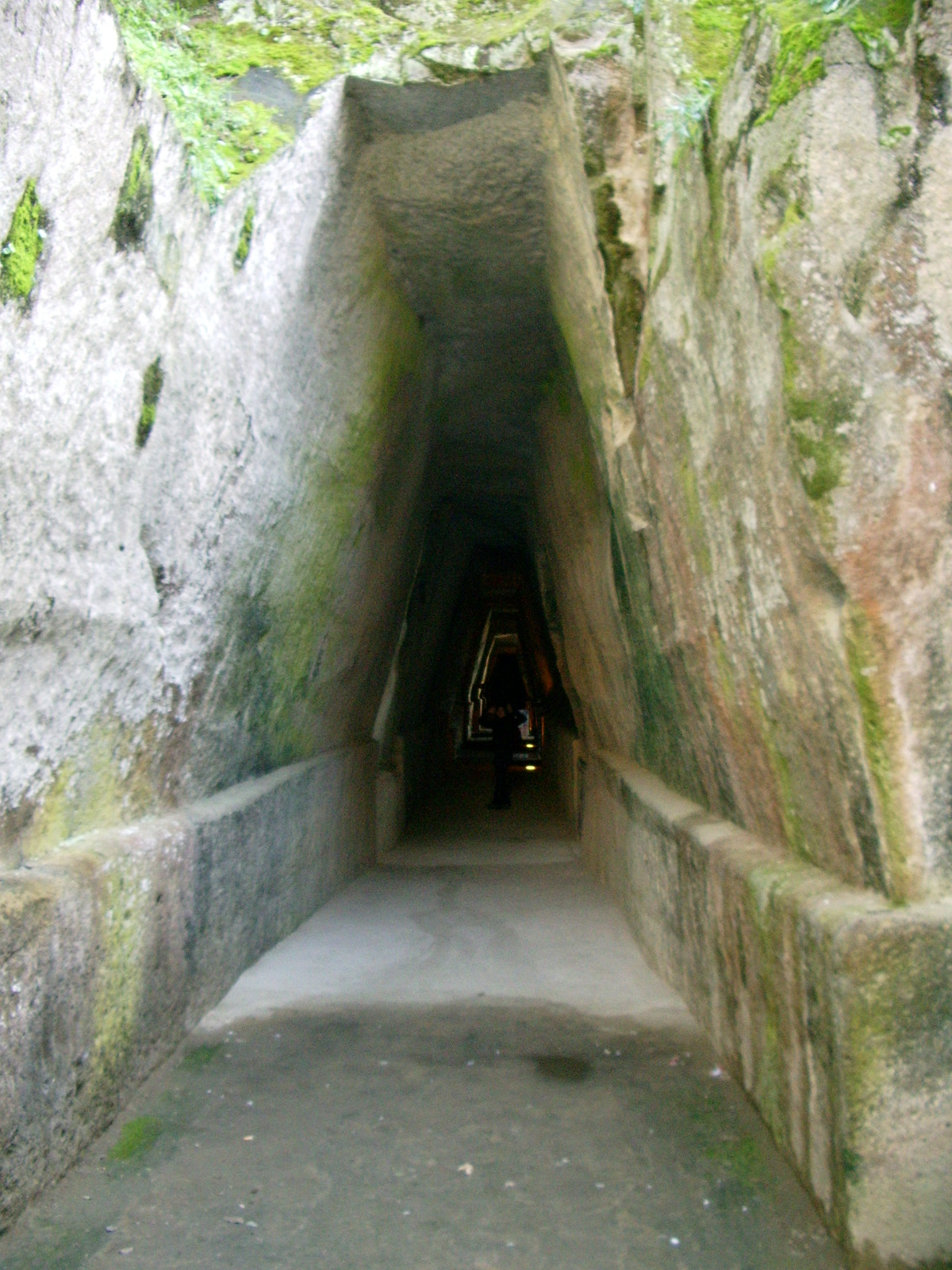
Ingången till sibyllans grotta

Kyme eller Cumae är den äldsta grekiska kolonin på det italienska fastlandet (Magna Graecia). Cumae grundades cirka 750 f.Kr. och låg väster om nuvarande Neapel, i regionen Kampanien, norr om udden Misenum.

## Historia
Cumae grundlades enligt traditionen omkring 1050 f.Kr., troligen av utvandrare från Kyme på Euboia. Efter att den staden tidigt förfallit gällde emellertid Cumae för att vara en koloni från Chalkis på Euboia eller från Kyme i Mindre Asien. Cumae låg först på ön Ischia, men flyttades sedermera till en höjd på det mittemot liggande fastlandet. Staden kom tidigt till makt och rikedom, och fick en särskild hamnstad i Dikaiarcheia, senare kallat Puteoli. Den hade även en betydande flotta.
Cumae var den äldsta och mest blomstrande bland de grekiska kolonierna i Italien. Under tiden för dess högsta blomstring mellan 700 och 500 f.Kr. utövade det stort inflytande över de kringboende folken. Cumensernas kulturella överläge gentemot sina grannar påverkade dessas religiösa föreställningar och bruk till att bli mer hellensk; i synnerhet utbredde sig Apollondyrkan i regionen från Cumae. Omkring 524 f.Kr. slog Cumae tillbaka ett angrepp av talrika skaror aurunker, daunier och etrusker, och vid pass 20 år senare bistod det latinerna mot de framträngande etruskerna. Cumae försvagades av inre split, men lyckades, med hjälp av trierer sända av Hieron I av Syrakusa i Syrakusa, besegra etruskerna i en stor sjödrabbning år 474 f.Kr. År 421 f.Kr. kom staden i samniternas våld, och 334 f.Kr. blev den ett romerskt municipium med inskränkt medborgarrätt, som dock senare utvidgades. Under Augustus blev Cumae en romersk koloni, men nådde aldrig sin forna glans, utan gick alltmer tillbaka, tills det 1203 förstördes av neapolitanerna. Rester av befästningsmurar och tempelruiner är nu det enda som återstår.
Den cumaeiska sibyllan var en av antikens mest berömda orakel, och ovanpå sibyllans grotta fanns förr ett citadell.

## Cumae i kulturen

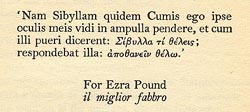
Inledningen till Det öde landet.

T.S. Eliots dikt "Det öde landet" inleds med en dedikation till Ezra Pound, där han citerar Petronius verk "Satyricon", som refererar till sibyllan i Cumae.